# 汽車製造 (公司)

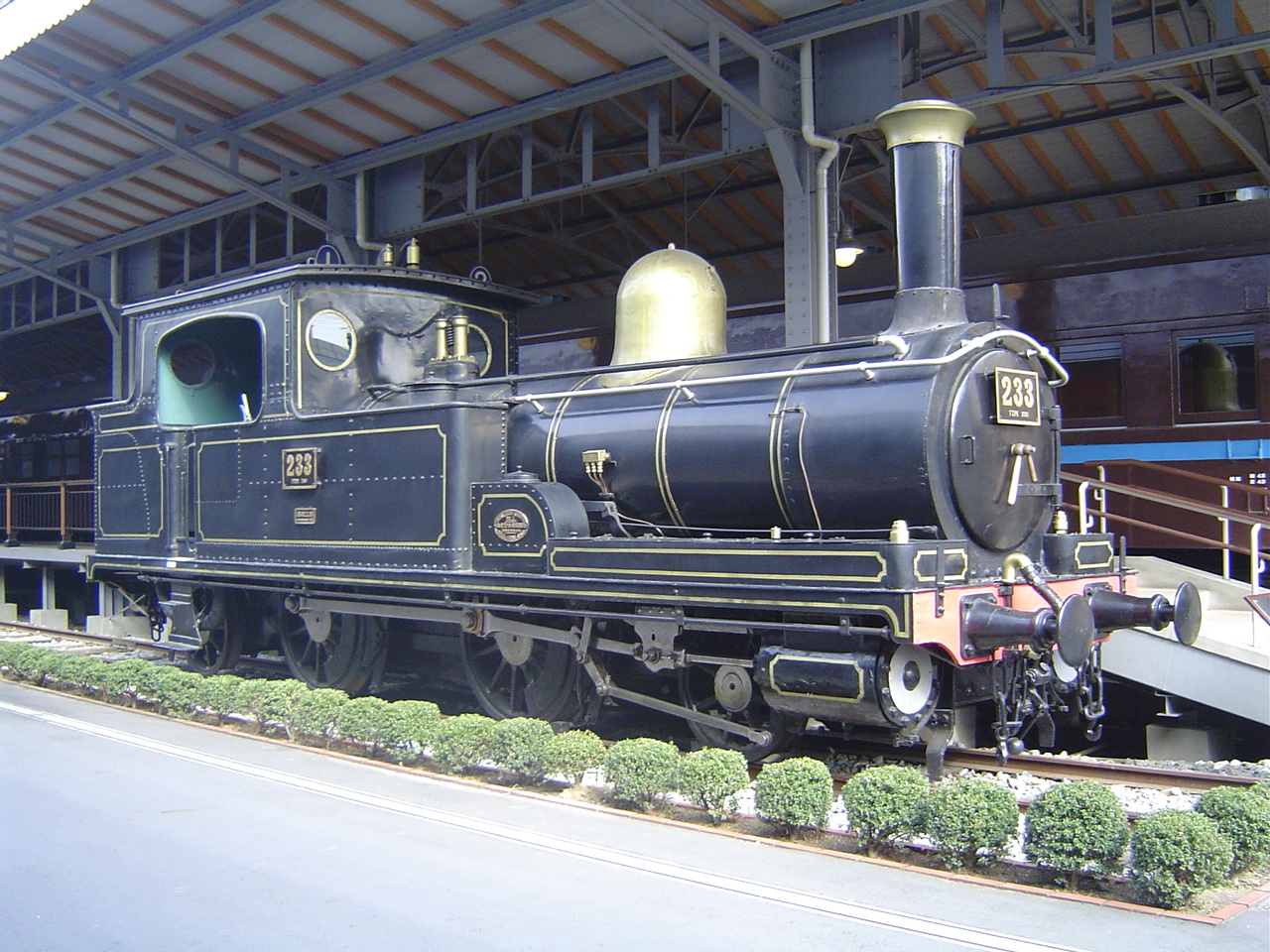
製造編號11，日本國有鐵道233號蒸汽機車

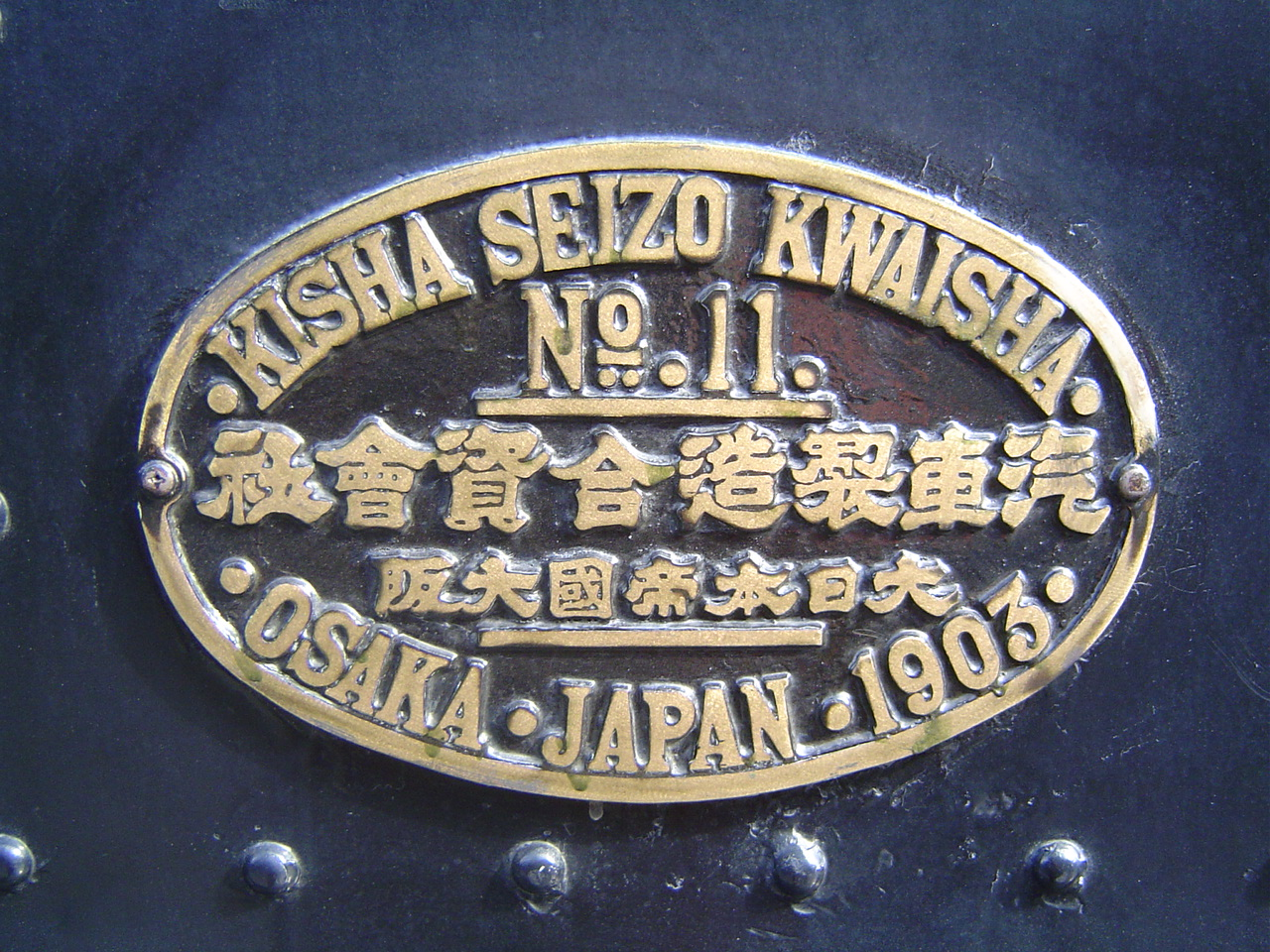
233號車身上的銘板

汽車製造是日本第一家民營鐵路車輛製造商，於1896年（明治29年）由前鐵道廳長官井上勝創立。初期的正式名稱是「汽車製造合資會社」，1912年更名為「汽車製造株式會社」，通稱「汽車會社」、「汽車製造會社」。在日語指的是蒸氣機車。
井上勝是趁著1893年3月卸任鐵道廳長官的時候開始籌組公司。由於得到長州藩前輩井上馨、舊諸侯黑田長成、前田利嗣、毛利五郎和實業家岩崎久彌、住友吉左衛門、澀澤榮一、安田善次郎等人出資，汽車製造成功於1899年7月在大阪市西區島屋新田開設工場。
汽車製造最終於1972年被川崎重工業併購，其後公司解散。

## 歷史
- 1896年：公司成立。
- 1899年：位於大阪市西區島屋新田（現此花區島屋、安治川口站前）的工場投產。（現址是新大阪郵便局和佐川急便大阪店）
- 1901年：與客車和貨車的大型製造商平岡工場（當時位於南葛飾郡，後東京市城東區砂町，即現江東區南砂）合併，成為「大阪汽車製造合資會社」，總公司仍位於大阪的工場。平岡工場的社長平岡熙則就任合併後的公司的副社長。合併後兩個工場沒有改動，大阪工場主要生產機車，東京工場則主力生產客車、電力動車組和貨車。同年首輛機車完工，為製造編號1號的臺灣總督府交通局鐵道部E30型蒸汽機車，但於運送途中遇難而隨載船鶴彥丸沉沒[1]:63。
- 1936年：總公司遷到東京丸之內。
- 1941年：完成第2000輛機車，型號為C59型。
- 1944年：兩個工場更名為「製作所」。
- 1948年：製造戰後日本國鐵最初和最後製造的5輛蒸汽機車E10型。
- 1968年：開設宇都宮工場（位於栃木縣河內郡河內町，現屬宇都宮市範圍），負責製造貨車。
- 1972年：被川崎重工業併購，公司被解散。
  - 最後一輛出廠的機車是DE10 1171，生產編號為3572。而最後生產的私鐵車輛是京成3300型3353－3356號車廂。
  - 總產量為機車3,651輛、電聯車1,854輛、客車2,414輛。